# 카롤리나 코스트너
카롤리나 코스트너(독일어: Carolina Kostner, 1987년 2월 8일~)는 이탈리아의 여자 피겨스케이팅 선수이다. 피겨를 시작한 나이는 11살 이탈리아 선수로는 최초로 2014년 소치에서 동메달을 획득하였다. ISU 유럽선수권 대회 5회 우승자이며, 2011년 그랑프리 파이널 우승. 2012년 피겨 세계 선수권 대회 우승자이다.

## 기본정보
- 생년월일: 1987년 2월 8일(38세)
- 신장: 169cm[1]
- 출생지: 이탈리아 볼차노
- 거주지: 이탈리아 오르티세이(Ortisei)
- 학력: 토리노 대학교
- 세계랭킹: 10위[2]
- 좋아하는 선수: 스테판 랑비엘
- 코치: 미하엘 후트
- 안무가: 로리 니콜
- 전지훈련지: 독일 오베르스도르프
- ISU 공인 개인 최고 기록
  - 쇼트프로그램: 80.24 (2018 세계선수권)
  - 프리스케이팅: 142.61 (2014 소치동계올림픽)
  - 총점: 216.73 (2014 소치동계올림픽)

## 경력

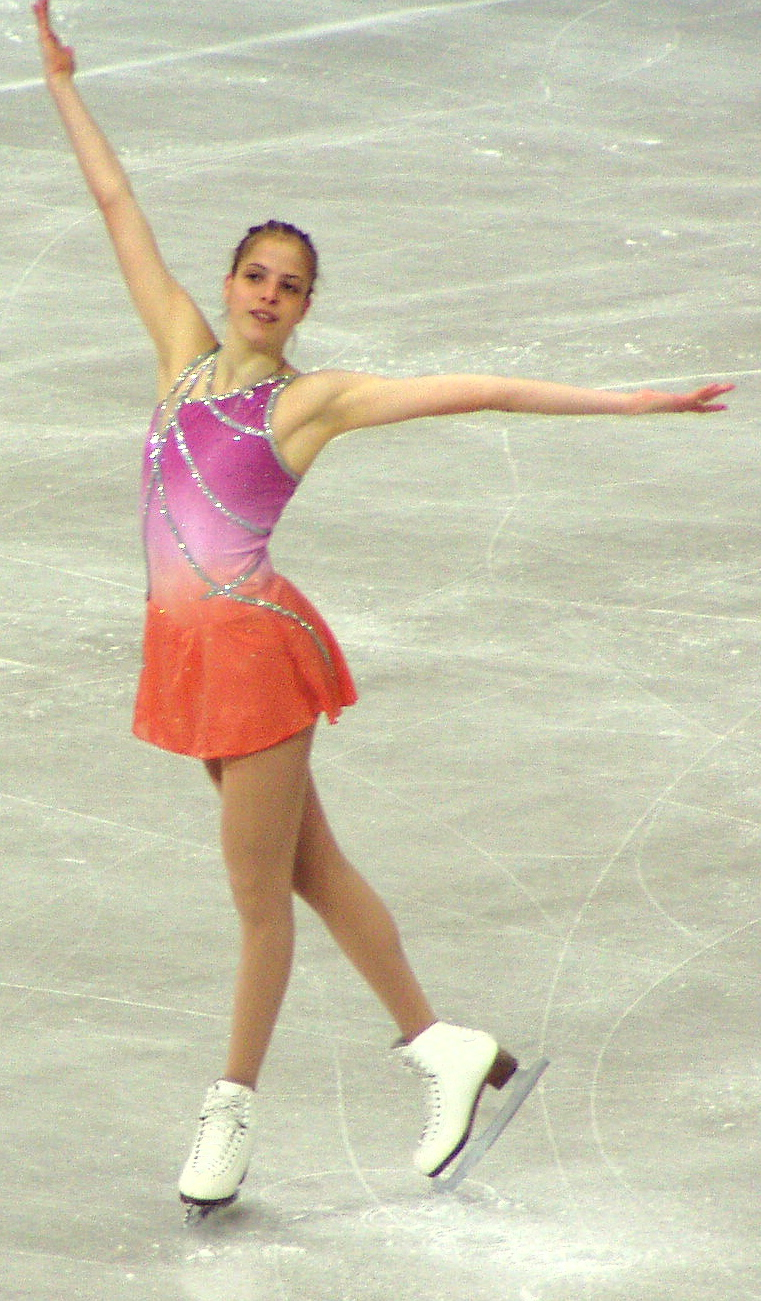
2004년 세계 선수권 대회 당시 코스트너

2005-2006 시즌, 토리노 동계올림픽 피겨스케이팅부문 여자싱글 이탈리아 대표, 총점 9위를 기록했다.
(우승자는 일본의 아라카와 시즈카.)
2006-2007시즌, 유럽선수권대회 우승.

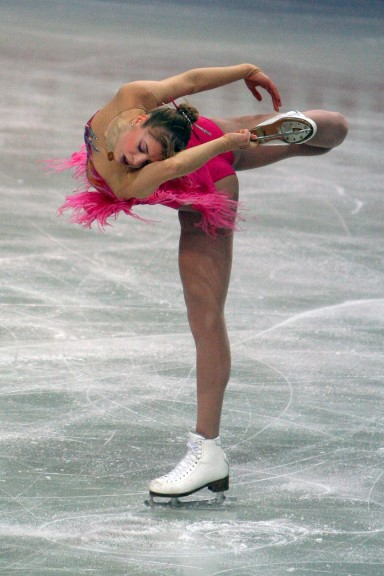
2007년 유럽 선수권 대회 당시 코스트너

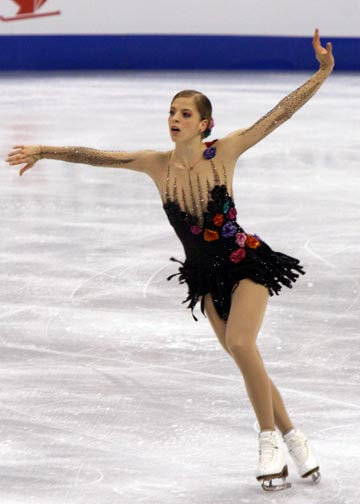
2008년 스케이트 캐나다 당시 코스트너

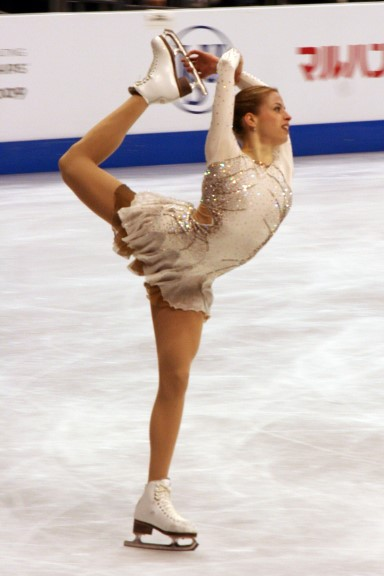
2009년 세계 선수권 대회 당시 코스트너

2007-2008시즌, 07-08 시즌에 참가하는 첫 국제대회인 그랑프리 3차 대회 컵 오브 차이나에서 쇼트 1위를 기록하나 프리에서의 실수로 김연아(1위)와 2007년 주니어세계선수권 우승자인 캐롤라인 장(2위)의 뒤를 이어 총점 3위를 기록해 동메달을 획득했다. 그 후 일본에서 열리는 6차 그랑프리 시리즈인 NHK 트로피에서 안도 미키(4위) 등의 라이벌들을 누르며 총점 1위를 기록, 금메달을 획득해 자국인 이탈리아 토리노에서 열리는 그랑프리 파이널 진출권을 획득했는데 NHK 트로피에서 스텝 레벨 4를 기록했다. 토리노 그랑프리 파이널 쇼트에서는 1위 김연아, 2위 캐롤라인 장의 뒤를 이어 3위를 기록, 프리와의 총점에서는 김연아(우승)와 아사다 마오(2위)의 뒤를 이어 동메달을 획득한다. 그 뒤 유럽선수권에서는 2006-2007에서처럼 1위를 차지 유럽선수권 2연패를 기록했다. 또 2008년 세계선수권대회에서는 쇼트 1위를 기록하나 프리에서의 잦은 실수로 아사다 마오(우승)에 이어 2위를 차지, 은메달을 획득하며 본인의 세계선수권대회 최고 순위를 경신했다.
2008-2009시즌, 참가하는 첫 국제대회인 그랑프리 2차 대회 Skate Canada에서 쇼트에서 난조를 보이며 7위를 기록하고 프리에서 점수를 만회해 4위를 기록했다.(우승자는 캐나다의 조아니 로셰트.) 두 번째 국제대회인 컵 오브 러시아, 쇼트 프로그램에서는 점프 후 착지 불안 등과 같은 작은 실수로 일본의 수구리 후미에의 뒤를 이어 2위를 기록했고 프리 스케이팅에서는 역전하여 금메달을 차지하였다. 대한민국 고양시에서 열린 2008-2009 시즌 그랑프리 파이널, 컴비네이션 점프로 예정한 첫 점프에서 넘어져 2번째 점프를 연결하지 못하는 등, 김연아, 아사다 마오, 나카노 유카리의 뒤를 이어 쇼트 프로그램 4위를 기록했고 프리 스케이팅에서의 경기 후 총점 3위를 기록해 동메달을 획득하였다.

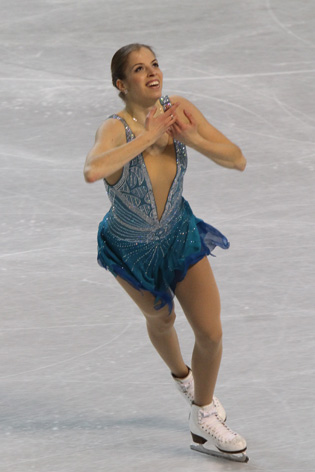
2010년 유럽 선수권 대회 당시 코스트너

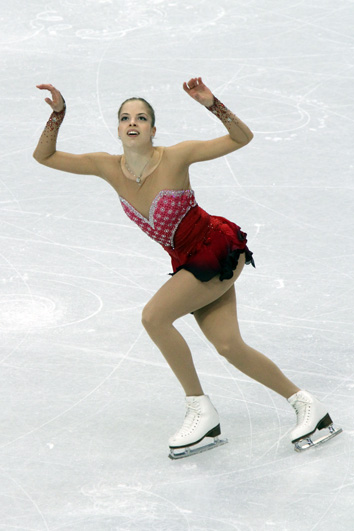
2010년 동계 올림픽 당시 코스트너

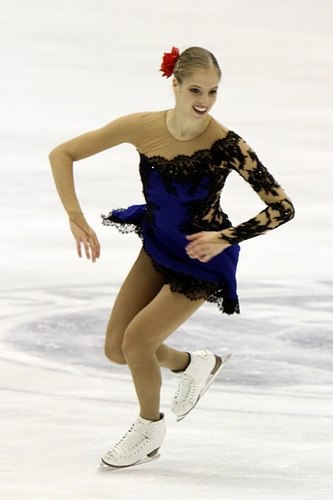
2010년 NHK 트로피 당시 코스트너

2009-2010시즌, 그랑프리 첫 대회인 Trophee Eric Bompard와 그랑프리 3차대회 Cup of China에서 모두 6위를 기록하며 그랑프리 파이널 진출에 실패하는 부진한 모습을 보이다가 유럽선수권에서 1위에 올라 부진을 씻는 듯 했으나 밴쿠버 동계 올림픽에서는 프리 스케이팅에서 난조를 보이며 16위에 머물렀다. 시즌 마지막의 세계선수권에서는 6위에 올랐다.
2010-2011시즌, 그랑프리 1차대회에서 1위, 4차대회에서 3위를 차지하여 그랑프리 파이널에 진출해 일본의 무라카미 가나코 선수를 0.01점 차이로 누르며 2위에 올랐다. 유럽선수권에서는 2위, 세계선수권에서는 안도 미키, 김연아 선수에 이어 3위에 올랐다.
2011-2012시즌, 그랑프리 세 개 대회에 출전하여 금메달 2개, 은메달 1개를 기록하여 그랑프리 파이널에 진출하였고, 파이널에서도 1위에 오른다. 유럽선수권에서도 1위에 올라 4번의 우승을 기록하였고, 세계선수권에서 자신의 최고 기록을 경신하며 1위에 올라 첫 세계챔피언에 오른다.
2012-2013시즌, 그랑프리 시리즈 두 개 대회에 배정되었으나, 은퇴를 선언했다. 그러나 은퇴를 번복하고 2012년 하반기에 복귀하였으며, 2013년 1월에 열린 유럽선수권에 참가하여 다시 우승하였다. 유럽선수권 통산 5차례 우승이며, 8회 연속 입상이었다. 그리고 세계선수권에서 프리 프로그램과 총점에서 자신의 최고 기록을 경신하며 김연아에 이어 준우승하였다. 하지만 그 해 세계선수권 쇼트 프로그램에서 난도가 가장 낮은 연결점프인 트리플 토룹+트리플 토룹에서 넘어짐에도 불구하고 출전 선수 중 프로그램 구성점수부문(PCS)에서 가장 높은 점수를 받아 논란이 된 적이 있다.

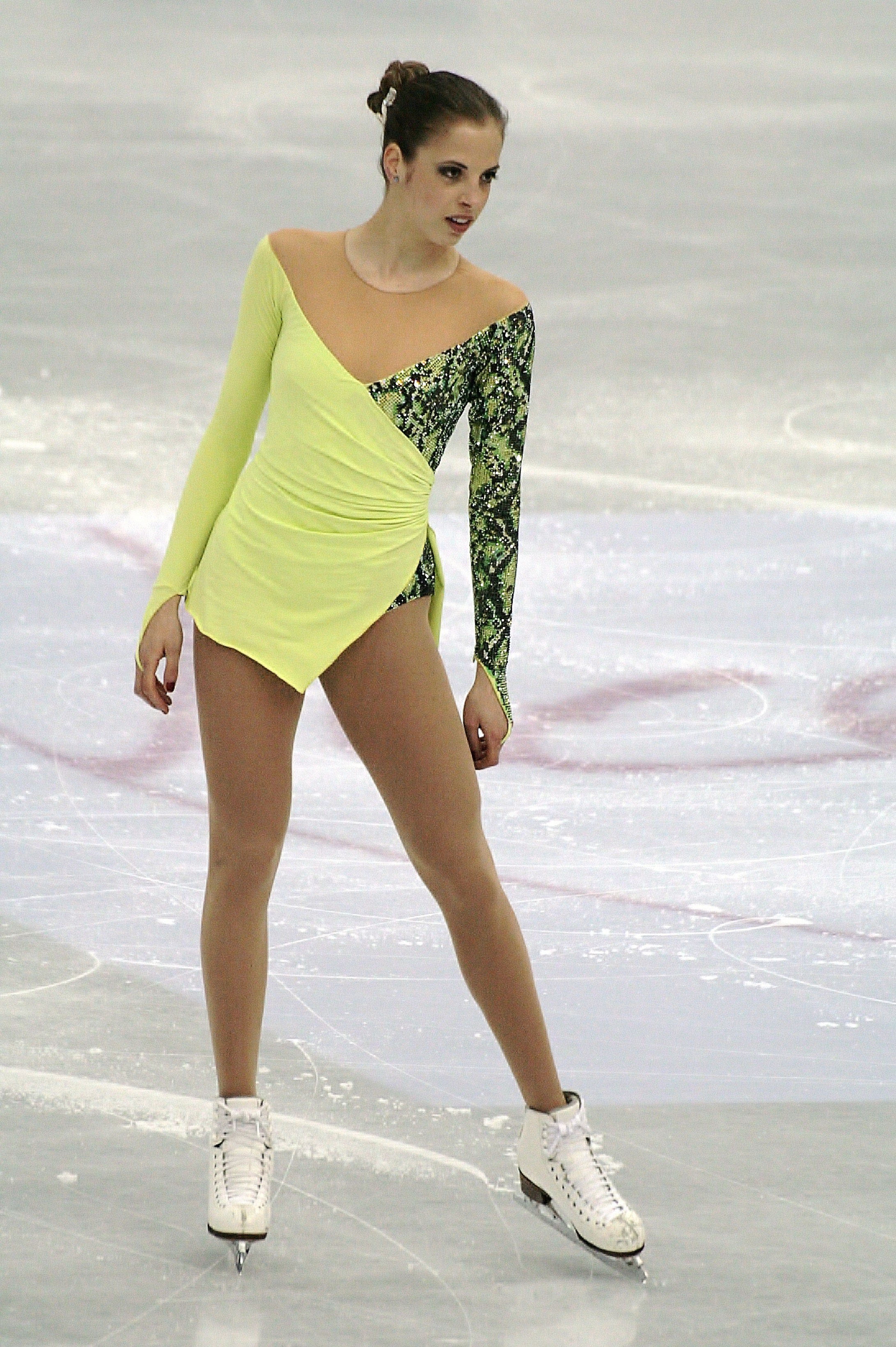
2012년 세계 선수권 대회 당시 코스트너

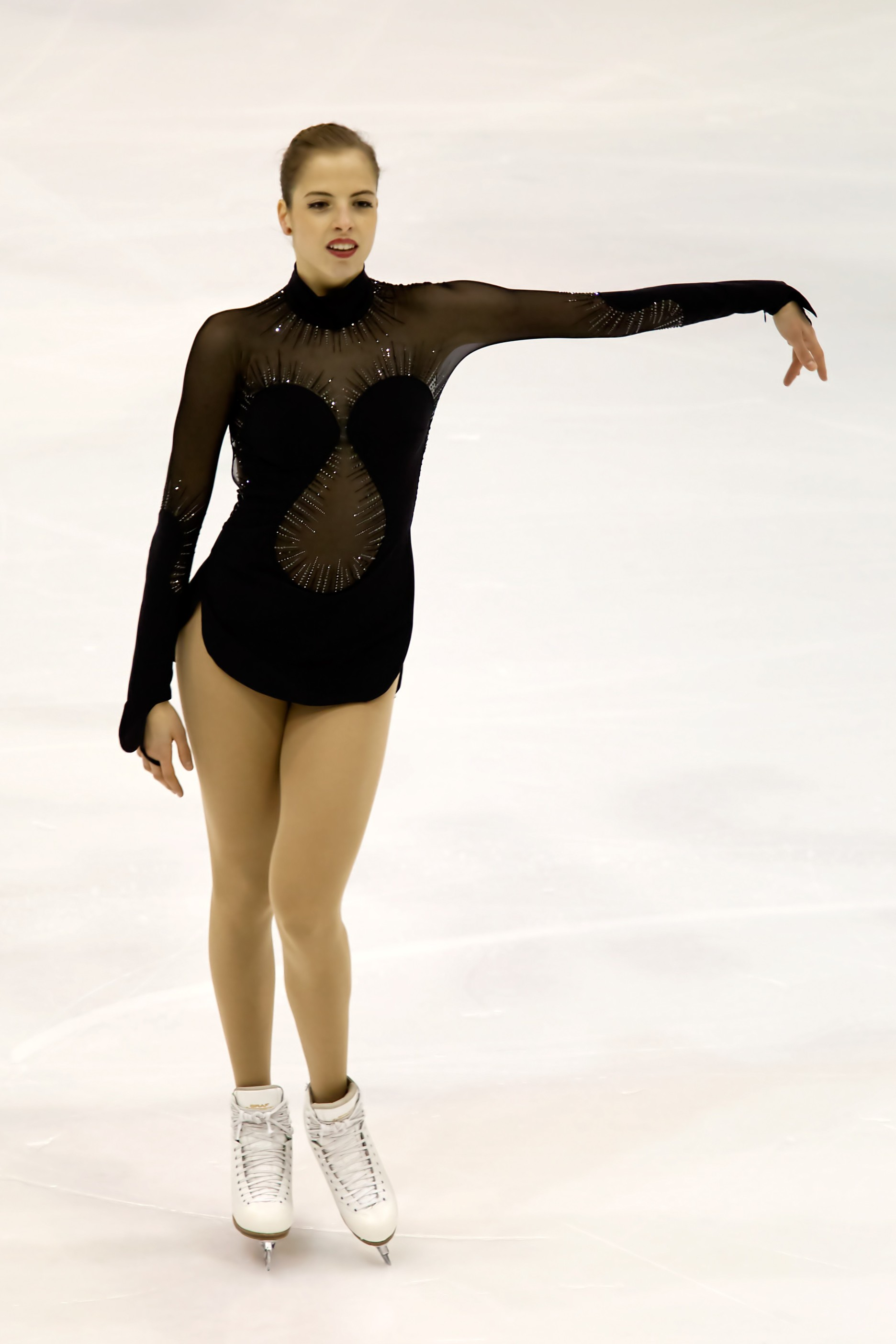
2013년 이탈리아 선수권 대회 당시 코스트너

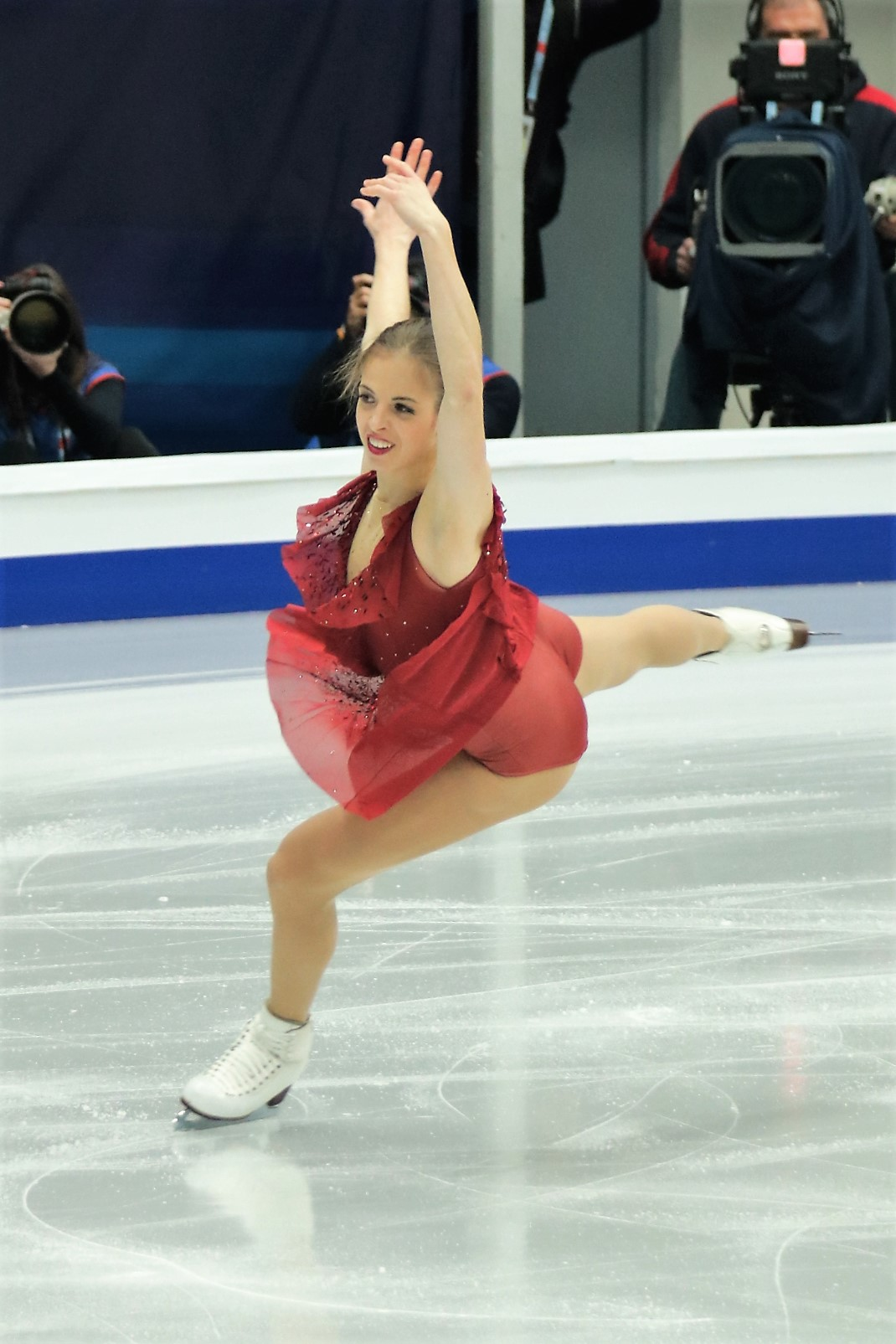
2018년 유럽 선수권 대회 당시 코스트너

2013-2014시즌, 컵 오브 차이나 대회에서 3위, 컵 오브 러시아 대회에서 2위에 올랐으나, 그랑프리 파이널 진출자격은 얻지 못했다. 2014년 1월 유럽 선수권에서 동메달을 얻어, 유럽선수권 9회 연속 입상을 기록했다. 2014년 동계 올림픽 단체전과 여자 싱글에 참가했으며, 단체전에서는 이탈리아 팀이 4위를 했으며, 여자 싱글에서 아델리나 소트니코바, 김연아에 이어 3위에 올라 동메달을 획득했다. 이탈리아 여자 싱글 선수로는 처음으로 올림픽 메달을 얻은 것이었다. 현재 아델리나 소트니코바가 금지약물 복용 의혹을 받고 있어 사실로 밝혀질 경우 은메달로 승계된다.

## 개인사
카롤리나 코스트너의 집안은 동계스포츠로 유명하다. 그녀의 아버지는 올림픽과 세계선수권에 참가한 이탈리아 국가대표 아이스하키 선수였으며, 두 명의 남자 형제도 독일, 핀란드 등지에서 아이스하키 선수로 활동해 오고 있다. 2002년 솔트레이크시티 동계 올림픽의 알파인스키 은메달 수상자인 이졸데 코스트네르의 사촌이기도 하다. 독일어를 사용하는 주민이 많은 남티롤의 볼차노에서 태어난 그는 이 지방의 소수민족 언어인 라딘어를 구사하며, 동시에 독일어와 이탈리아어를 원어민 수준으로 구사할 수 있으며, 영어와 프랑스어도 할 수 있다. 한편 코스트네르는 2008년 하계 올림픽 경보에서 금메달을 딴 세계적인 경보 선수인 알렉스 슈바처와 연인 관계이다. 소치올림픽 이후 연인 슈바처가 도핑문제로 국제적으로 이슈가 되자 코스트너 본인도 검사를 받고 연인 슈바처의 도핑사실을 묵인한 죄로 선수생활을 정지당했으나, 2016-2017시즌 복귀 예정에 있다.

## 스케이팅 기술
- 왼손잡이이기 때문에 보통의 선수들과는 다른 방향으로 회전한다(오른쪽→왼쪽).
- 3회전의 러츠, 플립, 룹, 살코, 토룹을 구사할 수 있다.
- 2006-2007시즌과 2007-2008 시즌에 3회전 플립+3회전 토룹의 연결점프를 프로그램에 넣었으며 성공하였다. 그러나 현재 2009-2010 시즌에는 3회전+3회전 점프를 프로그램에 넣지 않으며, 대신 3회전 플립+2회전 토룹 점프를 프로그램에 포함 시키고 있다.
- 2010-2011시즌 이후 다시 3회전+3회전 연결점프를 실전에서 구성하고 있으나 트리플 플립, 트리플 러츠에서 이어지는 고난이도 3회전+3회전이 아니라, 점수상으로 가장 난이도가 낮은 3회전+3회전인 트리플 토룹+트리플 토룹을 구성하고 있다.
- 2011-2012시즌 이후 점프 구성에서 트리플 러츠를 제외하였다.
- 2012-2013시즌 세계선수권부터 소치올림픽까지 프리 스케이팅에서 트리플 러츠 1회를 수행 하였다.

## 주요 대회 기록
| 대회/시즌                | 00-01 | 01-02 | 02-03 | 03-04 | 04-05 | 05-06 | 06-07 | 07-08 | 08-09 | 09-10 | 10-11 | 11-12 | 12-13 | 13-14 |
| ------------------------ | ----- | ----- | ----- | ----- | ----- | ----- | ----- | ----- | ----- | ----- | ----- | ----- | ----- | ----- |
| 동계올림픽               |       |       |       |       |       | 9     |       |       |       | 16    |       |       |       | 3     |
| 세계선수권               |       |       | 10    | 5     | 3     | 12    | 6     | 2     | 12    | 6     | 3     | 1     | 2     | 3     |
| 유럽 선수권              |       |       | 4     | 5     | 7     | 3     | 1     | 1     | 2     | 1     | 2     | 1     | 1     | 3     |
| 이탈리아 선수권          | 1 J.  |       | 1     | 2     | 1     | 1     | 1     | 1     | 1     | 2     | 1     | WD    | 1     |       |
| 그랑프리 파이널          |       |       |       |       |       |       |       | 3     | 3     |       | 2     | 1     |       |       |
| 컵 오브 러시아           |       |       |       | 2     | 7     |       |       |       | 1     |       |       |       |       | 2     |
| 스케이트 캐나다          |       |       |       |       | 5     | 7     |       |       | 4     |       |       |       |       |       |
| 컵 오브 차이나           |       |       |       |       |       |       |       | 3     |       | 6     |       | 1     |       | 3     |
| NHK 트로피               |       |       |       |       |       | 6     |       | 1     |       |       |       |       |       |       |
| 트로피 에릭 봉파르       |       |       |       |       | 2     |       |       |       |       | 6     |       | 2     |       |       |
| 스케이트 아메리카        |       |       | 9     |       |       |       |       |       |       |       | 3     | 2     |       |       |
| 주니어 세계선수권        | 11    | 10    | 3     |       |       |       |       |       |       |       |       |       |       |       |
| 주니어 그랑프리 파이널   |       |       | 2     |       |       |       |       |       |       |       |       |       |       |       |
| 주니어 그랑프리 중국     |       |       | 4     |       |       |       |       |       |       |       |       |       |       |       |
| 주니어 그랑프리 프랑스   |       |       | 1     |       |       |       |       |       |       |       |       |       |       |       |
| 주니어 그랑프리 노르웨이 | 9     |       |       |       |       |       |       |       |       |       |       |       |       |       |
| 주니어 그랑프리 독일     | 7     |       |       |       |       |       |       |       |       |       |       |       |       |       |
| 핀란디아 트로피          |       |       |       | 4     |       |       |       | 3     |       |       |       |       |       |       |
| 네벨혼 트로피            |       |       | 1     |       |       |       |       | 1     |       |       |       |       |       |       |

- J.(주니어) 13세 이상